# Annie Jacobsen
Annie Jacobsen (Middletown, Connecticut, 1967. június 28. –) amerikai oknyomozó újságíró, író, és a 2016-os Pulitzer-díj egyik döntőse. A Los Angeles Times Magazine közreműködő szerkesztője volt 2009 és 2012 között. Jacobsen kedvelt témái a háború, fegyverkezés, biztonság és titkok. Legtöbben 2011-es tényirodalmi könyve, az 51-es körzet: Egy cenzúrázatlan történet Amerika legtitkosabb katonai bázisáról írójaként ismerik. Jacobson egy nemzetközileg elismert, és esetenként vitatott hírnevű írónő, aki - egyik kritikusának véleménye szerint - szenzációhajhász könyveket ír híres összeesküvések feldolgozása által.

## Könyvei
2011-es könyve, az 51-es Körzet: Egy cenzúrázatlan történet Amerika legtitkosabb katonai bázisáról, a roswelli UFO-incidenst dolgozza fel. A Pulitzer-díjas történész, Richard Rhodes, aki a The Washington Post berkein belül bírálta a könyvet, több kijelentését gúnyos jelzőkkel illette, például azt, amely szerint Joszif Sztálin szovjet vezér távirányítással vezetett az Egyesült Államokba egy náci fejlesztésű repülő csészealjat, hogy egy, a Világok harcát mintázó megtévesztés részeként megrémissze az amerikaiakat. Azt a következtetést vonta le, miszerint "Jacobsen minimum rendkívül hiszékenynek, vagy újságírói szempontból inkompetensnek mutatkozik." Jacobsen könyve, az 51-es körzet, a The New York Times Best Seller listáján szerepelt tizenhárom hétig, és hat nyelvre lett lefordítva. Az 51-es körzet az AMC-n sorozat formájában kerül feldolgozásra, melynek vezető producere Gale Anne Hurd.
Jacobsen 2014-es könyve, az A Gemkapocs művelet: A titkos hírszerző program, ami náci tudósokat hozott Amerikába Jay Watkins CIA-tag szerint "talán a legátfogóbb és naprakészebb beszámoló, ami a nagyközönség számára elérhető." A Gemkapocs művelet felkerült a The Boston Globe 2014 legjobb könyveinek ítélt listájára. Michael J. Neufeld űrtörténész negatív kritikával illette a könyvet: "Nem támogathatom a Gemkapocs művelet-et, mert: hemzseg a hibáktól, nem áll elő alapvetően új információval, kiegyensúlyozatlan, és a jegyzetei szegényesek."
Az A Pentagon Agya: A DARPA, Amerika szupertitkos katonai kutatóügynökségének cenzúrázatlan története, a 2016-os Pulitzer-díj történelem kategóriáján belül döntős helyezést ért el. A Pulitzer-bizottság úgy jellemezte a könyvet, mint "nagyszerű utánajárással készült beszámoló egy kicsiny, de nagy hatalommal bíró titkos kormányügynökségről, melynek katonai kutatásai nagy behatással vannak a világpolitikára." A Washington Post, a Boston Globe és az Amazon-szerkesztőség a Pentagon agyát választotta 2015 egyik legjobb tényirodalmi könyvének.
Következő könyve 2017 márciusában került kiadásra, melynek címe: Jelenségek: Az amerikai kormány rendkívüli érzékeléssel és pszichokinézissel kapcsolatos kutatásainak titkos története.
2019 májusában újabb könyvet adott ki, Lepd meg, öld meg, tűnj el: A CIA félkatonai csapatainak, operátorainak és bérgyilkosainak titkos története címen.

## Televízió
Jacobsen a Tom Clancy's Jack Ryan tévésorozat írója és producere az Amazon Studiosnál.
2017-ben, az Amblin Entertainment and Blumhouse TV megvette Jelenségek című könyve jogait egy tévésorozat alapjaként, amihez Jacobsen és az X-Akták írója/producere, Glen Morgan közösen írták a próbaepizód forgatókönyvét.

## A 327-es járatról
2004-ben Jacobsen cikket írt egy incidensről, melynek egy Detroitból Los Angelesbe tartó járaton volt szemtanúja, és ami tizenhárom, a repülőn utazó külföldi állampolgárt érintett. Két légi marsall tűnt fel az utasok között repülés közben. Az FBI és belbiztonsági ügynökök fogadták a landoló gépet. 2007 májusában a Belbiztonsági Osztály nyilvánosságra hozta a járat beszámolóját. Tizenkét szíriai férfi lett azonosítva, akik egy zenészbanda tagjai, és egy libanoni, a szervezőjük; mindannyian lejárt vízumokkal, illegálisan utaztak. Közülük nyolcnak volt "pozitív találata" büntetett előéletre és gyanús magatartásra. Részt vettek egy korábbi repülőgépes esetben, ami miatt szerepeltek az FBI figyelőlistáján. Azonban a beszámoló szerint a zenészek nem voltak terroristák, és a bűnüldözési lépések megfelelőnek lettek ítélve.

## Munkái
- Terror az égben: Miért történhet meg ismét 9/11, Spence Publishing Company, 2005, ISBN 1-890626-62-7.
- 51-es Körzet: Egy cenzúrázatlan történet Amerika legtitkosabb katonai bázisáról, Hachette Digital, Inc., 2011, ISBN 1-4091-4113-6.
- A Gemkapocs művelet: A titkos hírszerző program, ami náci tudósokat hozott Amerikába, Brown. 11 February 2014. ISBN 978-0-316-22105-4.
- A Pentagon Agya: A DARPA, Amerika szupertitkos katonai kutatóügynökségének cenzúrázatlan története. Little, Brown and Company. 2015. ISBN 0316371769. OCLC 900012161.
- Jelenségek: Az amerikai kormány rendkívüli érzékeléssel és pszichokinézissel kapcsolatos kutatásainak titkos története. Little, Brown and Company. 2017. ISBN 0316349364.
- Lepd meg, öld meg, tűnj el: A CIA félkatonai csapatainak, operátorainak és bérgyilkosainak titkos története. Little Brown, 2019, ISBN 0316441430.